# Lee Soo-min (actriz nacida en 2001)
Lee Soo-min (Hangul: 이수민) es una actriz y presentadora surcoreana. 

## Carrera
Es miembro de la agencia "Artist Company".
En 2014, se convirtió en un copresentadora de Tok! Tok! Boni, Hani.
En 2019 apareció en la serie Abyss donde interpretó a Go Se-yeon de joven.
El 27 de mayo del mismo año se unió al elenco principal de la serie web I Am Not a Robot (로봇이 아닙니다) donde dio vida a Cha Ga-eun, una joven estudiante que pe aísla del mundo, pero cuya vida cambia cuando conoce y se hace amiga de Ahn Do-young, un robot doméstico (Ji Min-hyuk), hasta el final de la serie.
El 7 de agosto de 2020 se unió al elenco principal de la serie Hanging On (también conocida como "Don't Let Go of Your Head") donde interpretó a Jung Joo-ri, a la hermana menor de (Lee Jin-hyuk), hasta el final de la serie el 19 de septiembre del mismo año.
A finales de abril de 2021 se anunció que se uniría al elenco de la serie A Ghost Story.
En 2022 se unirá al elenco principal de la serie Pumpkin Time donde interpretará a Shin Hae-yoon, la amiga de la infancia de Kang Tae-joo (Shin Hyun-seung).

## Filmografía

### Series de televisión
| Año  | Título                            | Personaje              | Red  | Notas              | Ref.        |
| ---- | --------------------------------- | ---------------------- | ---- | ------------------ | ----------- |
| 2014 | My Lovely Girl                    | Yoon So-Eun            | SBS  |                    | [ 6 ]       |
| 2016 | Second To Last Love               | Go Ye-ji               | SBS  |                    | [ 7 ]       |
| 2017 | Rebel: Thief Who Stole the People | Hong Uh-ri-ni/Sang-hwa | MBC  |                    | [ 8 ] [ 9 ] |
| 2018 | Cross                             | Kim Eun-ji             | tvN  | Cameo              |             |
| 2019 | Abyss                             | Se-yeon de joven       | tvN  |                    |             |
| 2020 | Hanging On                        | Jung Joo-ri            | jTBC |                    |             |
| 2021 | Work Later, Drink Now             | So Hyun                | tvN  |                    |             |
| 2021 | The King's Affection              | Bang Young-ji          | KBS2 |                    |             |
| 2023 | Twinkling Watermelon              | Yoon Sang-ah           | tvN  |                    | [ 10 ]      |
| 2023 | My Dearest                        | So-ya                  | MBC  | Aparición especial | [ 10 ]      |

### Series web
| Año  | Título                   | Personaje             | Red               | Notas        | Ref.                 |
| ---- | ------------------------ | --------------------- | ----------------- | ------------ | -------------------- |
| 2017 | Devil Inspector          | Jung Seul-gi          | Naver TV Cast     |              | [ 11 ]               |
| 2019 | I Am Not a Robot         | Cha Ga-eun            | Naver TV, Youtube |              |                      |
| 2021 | 100% Era                 | Baek Hee-jae          |                   | 8 episodios  |                      |
| 2022 | Two Universes            | Kim Byul              | Naver TV Cast     |              |                      |
| 2022 | La venganza de los otros | Kuk Ji-hyeon          | Disney+           | 12 episodios | [ 12 ]               |
| 2025 | El comedor de Heo        | Mae-chang/Jung Mi-sol | Wavve             |              | [ 13 ] [ 14 ] [ 15 ] |

### Cine
| Año  | Título                             | Personaje    | Ref.   |
| ---- | ---------------------------------- | ------------ | ------ |
| 2018 | The Dude in Me (The Man Inside Me) | Oh Hyun-jung | [ 16 ] |
| 2022 | Seoul Ghost Story                  |              | [ 17 ] |

## Premios y nominaciones
| Año  | Categoría        | Premio               | Trabajo                           | Resultado |
| ---- | ---------------- | -------------------- | --------------------------------- | --------- |
| 2017 | Best New Actress | 36th MBC Drama Award | Rebel: Thief Who Stole the People | Nominada  |